# Депутати ВР УРСР 2-го скликання
| Прізвище, ім'я, по-батькові              | Де обрано                    | Виборча округа (виборчий округ)     | Посада на час обрання | Примітки                                                             |
| ---------------------------------------- | ---------------------------- | ----------------------------------- | --- | -------------------------------------------------------------------- |
| Абрамов Олександр Дмитрович              | Сумська область              | Кролевецька                         | Голова виконкому Сумської обласної ради                                                                                                 |                                                                      |
| Агеєнко Петро Михайлович                 | Харківська область           | Богодухівська                       | Головний лікар Богодухівської міської лікарні                                                                                           |                                                                      |
| Акуленко Олена Климівна                  | Чернігівська область         | Ічнянська                           | Агроном, начальник Комарівської районної державної насінної інспекції по насінневому контролю і карантину сільськогосподарських рослин  |                                                                      |
| Ананко Костянтин Павлович                | Ізмаїльська область          | Саратська                           | Голова виконкому Ізмаїльської обласної ради                                                                                             |                                                                      |
| Ананченко Федір Гурійович                | Сталінська область           | Волноваська                         | Міністр соціального забезпечення УРСР                                                                                                   |                                                                      |
| Андреєв Андрій Андрійович                | Вінницька область            | Вінницька міська                    | Заступник голови Ради Міністрів СРСР |                                                                      |
| Бабенко Ганна Іванівна                   | Кам'янець-Подільська область | Ізяславська                         | Голова колгоспу «Хлібороб» Ізяславського району                                                                                         |                                                                      |
| Бабченко Микола Федотович                | Сумська область              | Улянівська                          | Міністр юстиції УРСР |                                                                      |
| Бажан Микола Платонович                  | Миколаївська область         | Варварівська                        | Заступник голови Ради Міністрів УРСР |                                                                      |
| Бакалець Володимир Васильович            | Дрогобицька область          | Самбірська                          | Старший машиніст Самбірської залізничної електростанції                                                                                 |                                                                      |
| Бакулін Ювеналій Олексійович             | Житомирська область          | Янушпільська                        | 2-й секретар Житомирського обкому КП(б)У                                                                                                |                                                                      |
| Барановський Анатолій Максимович         | Полтавська область           | Решетилівська                       | Заступник голови Ради Міністрів УРСР |                                                                      |
| Бевза Максим Васильович                  | Кам'янець-Подільська область | Деражнянська                        | 1-й секретар Вовковинецького райкому КП(б)У                                                                                             |                                                                      |
| Безкоровайний Макар Кіндратович          | Дніпропетровська область     | Марганцівська                       | Кріпильник шахти № 15 тресту «Нікополь-Марганець»                                                                                       |                                                                      |
| Безчеревний Федір Григорович             | Ворошиловградська область    | Попаснянська                        | Машиніст врубової машини шахти № 1-2 «Гірська» тресту «Первомайськвугілля» Попаснянського району                                        |                                                                      |
| Береза Олена Григорівна                  | Полтавська область           | Яготинська                          | Ланкова колгоспу імені Ворошилова Яготинського району                                                                                   |                                                                      |
| Берія Лаврентій Павлович                 | Сталінська область           | Сталінська Куйбишевська             | Заступник голови Ради Міністрів СРСР |                                                                      |
| Бідненко Ганна Федотівна                 | Київська область             | Бориспільська                       | Ланкова колгоспу імені Леніна Бориспільського району                                                                                    |                                                                      |
| Білецький Іван Вікторович                | Ровенська область            | Ровенська                           | Заступник голови виконкому Ровенської обласної ради                                                                                     |                                                                      |
| Білусяк Андрій Михайлович                | Закарпатська область         | Рахівська                           | Голова виконкому Ясинської сільської ради Рахівської округи                                                                             |                                                                      |
| Богдан Пантелеймон Панасович             | Харківська область           | Балакліївська                       | Голова колгоспу імені Орджонікідзе Балаклійського району                                                                                |                                                                      |
| Богданов Віктор Миколайович              | Вінницька область            | Козятинська                         | Машиніст паровозного депо станції Козятин                                                                                               |                                                                      |
| Богданова Олександра Андріївна           | Дніпропетровська область     | Широківська                         | Голова Дніпропетровського обласного суду                                                                                                |                                                                      |
| Бойко Давид Васильович                   | Кам'янець-Подільська область | Чемеровецька                        | Голова колгоспу імені Леніна Чемеровецького району                                                                                      |                                                                      |
| Бойчун Спиридон Іванович                 | Кам'янець-Подільська область | Антонінська                         | Головний лікар Антонінської районної лікарні                                                                                            |                                                                      |
| Бондарєва Домна Василівна                | Ворошиловградська область    | Білокуракинська                     | Комбайнер Білолуцької МТС Білолуцького району                                                                                           |                                                                      |
| Бондар Іван Іванович                     | Львівська область            | Львівська Залізнична                | 2-й секретар Львівського міськкому КП(б)У                                                                                               |                                                                      |
| Борисов Родіон Володимирович             | Ізмаїльська область          | Ізмаїльська                         | Заступник директора Ізмаїльського рибного заводу                                                                                        |                                                                      |
| Борохович Михайло Андрійович             | Тернопільська область        | Бережанська                         | Секретар Тернопільського обкому КП(б)У по кадрах                                                                                        | 21 грудня 1950 помер                                                 |
| Ботвинов Олександр Гнатович              | Одеська область              | Котовська                           | 1-й секретар Котовського райкому КП(б)У                                                                                                 |                                                                      |
| Брежнєв Леонід Ілліч                     | Запорізька область           | Веселівська                         | 1-й секретар Запорізького обкому КП(б)У                                                                                                 |                                                                      |
| Булганін Микола Олександрович            | Запорізька область           | Осипенківська                       | 1-й заступник міністра Збройних сил СРСР, заступник голови Ради Міністрів СРСР                                                          |                                                                      |
| Булига Андрій Євстахійович               | Тернопільська область        | Залозцівська                        | Начальник Управління Міністерства внутрішніх справ УРСР по Тернопільській області                                                       |                                                                      |
| Бутенко Григорій Прокопович              | Полтавська область           | Оржицька                            | Міністр сільського господарства УРСР |                                                                      |
| Бухало Сергій Максимович                 | Дніпропетровська область     | П'ятихатська                        | Начальник Управління у справах вищої школи при Раді Міністрів УРСР                                                                      |                                                                      |
| Буя Йосип Юрійович                       | Львівська область            | Львівська Шевченківська             | Токар майстерень Львівського трамвайного тресту                                                                                         |                                                                      |
| Валуєв Володимир Миколайович             | Кам'янець-Подільська область | Проскурівська                       | Голова Державної планової комісії при Раді Міністрів УРСР                                                                               |                                                                      |
| Варфоломєєва Ганна Леонтіївна            | Кам'янець-Подільська область | Дунаєвецька                         | Прядильниця Дунаєвецької суконної фабрики імені Леніна                                                                                  |                                                                      |
| Васильківський Павло Гнатович            | Ровенська область            | Корецька                            | Голова виконкому Ровенської обласної ради                                                                                               |                                                                      |
| Вень Клавдія Василівна                   | Дрогобицька область          | Стрийська                           | Завідувач лабораторії, машиніст паровозного депо станції Стрий                                                                          |                                                                      |
| Верьовка Марфа Іванівна                  | Чернігівська область         | Малодівицька                        | Вчителька Лосинівської середньої школи                                                                                                  |                                                                      |
| Вівдиченко Іван Іванович                 | Житомирська область          | Радомишльська                       | 1-й заступник начальника управління кадрів ЦК КП(б)У                                                                                    |                                                                      |
| Вічорик Юлія Іванівна                    | Дрогобицька область          | Рудківська                          | Заступник голови колгоспу імені Хрущова Рудківського району, голова жіночої ради села Хлопчиці Рудківського району                      |                                                                      |
| Власов Олександр Васильович              | Київ                         | Залізнична                          | Головний архітектор міста Києва |                                                                      |
| Вовк Володимир Якович                    | Чернівецька область          | Новоселицька                        | 1-й секретар Чернівецького обкому КП(б)У                                                                                                |                                                                      |
| Вожейко Галина Григорівна                | Вінницька область            | Шаргородська                        | Лікар-хірург Шаргородської районної лікарні                                                                                             |                                                                      |
| Вознесенський Микола Олексійович         | Сталінська область           | Єнакіївська міська                  | Заступник голови Ради Міністрів СРСР | 27 жовтня 1949 заарештований, 1 жовтня 1950 розстріляний             |
| Волинець Лідія Леонтіївна                | Вінницька область            | Калинівська                         | Голова колгоспу імені Мікояна Калинівського району                                                                                      |                                                                      |
| Волков Павло Романович                   | Сталінська область           | Єнакіївська сільська                | 2-й секретар Сталінського обкому КП(б)У                                                                                                 |                                                                      |
| Воробйов Павло Федотович                 | Ворошиловградська область    | Ворошиловградська Жовтнева          | Голова виконкому Ворошиловградської міської ради                                                                                        |                                                                      |
| Ворошилов Климент Єфремович              | Кам'янець-Подільська область | Новоушицька                         | Заступник голови Ради Міністрів СРСР |                                                                      |
| Гаврилюк Лідія Василівна                 | Вінницька область            | Чечельницька                        | Вчителька Тростянецької середньої школи Тростянецького району                                                                           |                                                                      |
| Гайовий Антон Іванович                   | Ворошиловградська область    | Сватівська                          | 1-й секретар Ворошиловградського обкому КП(б)У                                                                                          |                                                                      |
| Гайша Євтихій Семенович                  | Полтавська область           | Чорнобаївська                       | Директор Іркліївської МТС Іркліївського району                                                                                          |                                                                      |
| Галицький Кузьма Микитович               | Станіславська область        | Коломийська                         | Командувач військ Прикарпатського військового округу, генерал-полковник                                                                 |                                                                      |
| Гамалій Марія Сергіївна                  | Чернігівська область         | Борзнянська                         | Голова виконкому Долинської сільської ради Сосницького району                                                                           |                                                                      |
| Гапій Дмитро Гаврилович                  | Ровенська область            | Олександрійська                     | 2-й секретар Ровенського обкому КП(б)У                                                                                                  |                                                                      |
| Гармашов Олександр Хомич                 | Сталінська область           | Маріупольська Іллічівська           | Директор Маріупольського металургійного заводу імені Ілліча                                                                             |                                                                      |
| Гарус Наталія Порфирівна                 | Дніпропетровська область     | Новомосковська                      | Директор Новомосковської середньої школи № 8                                                                                            |                                                                      |
| Герасименко Клавдія Петрівна             | Полтавська область           | Карлівська                          | Старший агроном Карлівської МТС Карлівського району                                                                                     |                                                                      |
| Гладій Ганна Олексіївна                  | Станіславська область        | Рогатинська                         | Бібліотекар парткабінету Бурштинського райкому КП(б)У                                                                                   |                                                                      |
| Гмиря Петро Арсентійович                 | Ворошиловградська область    | Ворошиловська міська                | Директор Ворошиловського металургійного заводу імені Ворошилова                                                                         |                                                                      |
| Голий Василь Костянтинович               | Тернопільська область        | Товстенська                         | Завідувач Тернопільського обласного відділу народної освіти                                                                             |                                                                      |
| Голодний Олексій Михайлович              | Ворошиловградська область    | Старобільська                       | Голова виконкому Ново-Айдарської районної ради                                                                                          |                                                                      |
| Голубар Семен Григорович                 | Дніпропетровська область     | Криворізька Центрально-міська       | Бригадир прохідників шахти «Нова» Криворізького рудника імені Карла Лібкнехта                                                           |                                                                      |
| Гончаренко Катерина Омелянівна           | Сталінська область           | Горлівська Микитівська              | Заступник начальника комбінату «Артемвугілля»                                                                                           |                                                                      |
| Гончарова Ніна Маркіянівна               | Харківська область           | Вовчанська                          | Викладач Вовчанської педагогічної школи                                                                                                 |                                                                      |
| Горєв Микола Олексійович                 | Сумська область              | Роменська                           | Головний інженер Роменського тресту «Укрнафторозвідка»                                                                                  |                                                                      |
| Горобець Іван Григорович                 | Дрогобицька область          | Мостиська                           | 2-й секретар Дрогобицького обкому КП(б)У                                                                                                |                                                                      |
| Городня Ольга Якимівна                   | Тернопільська область        | Теребовлянська                      | Прокурор Теребовлянського району |                                                                      |
| Горюнов Сергій Кіндратович               | особливий виборчий округ     |                                     | Командувач 17-ї повітряної армії Київського військового округу, генерал-полковник авіації                                               |                                                                      |
| Гребченко Іван Кузьмич                   | Вінницька область            | Жмеринська                          | Начальник Управління Міністерства внутрішніх справ УРСР по Вінницькій області                                                           |                                                                      |
| Грек Іван Михайлович                     | Житомирська область          | Ємільчинська                        | Бригадир тракторної бригади Ємільчинської МТС Ємільчинського району                                                                     |                                                                      |
| Гречко Андрій Антонович                  | Київська область             | Ржищівська                          | Командувач військ Київського військового округу, генерал-полковник                                                                      |                                                                      |
| Гречуха Михайло Сергійович               | Харківська область           | Харківська сільська                 | Голова Президії Верховної Ради УРСР |                                                                      |
| Гринчишина Євгенія Павлівна              | Тернопільська область        | Бучацька                            | Інспектор Коропецького районного відділу соціального забезпечення                                                                       |                                                                      |
| Гришко Григорій Єлисейович               | Тернопільська область        | Підгаєцька                          | Голова виконкому Тернопільської обласної ради                                                                                           |                                                                      |
| Грищенко Віра Семенівна                  | Кіровоградська область       | Кіровоградська сільська             | Інструктор Кіровоградського обкому КП(б)У                                                                                               |                                                                      |
| Грищенко Савелій Лукич                   | Чернігівська область         | Остерська                           | Голова виконкому Остерської районної ради                                                                                               |                                                                      |
| Грищук Катерина Миколаївна               | Дрогобицька область          | Миколаївська                        | Селянка міста Миколаєва Миколаївського району                                                                                           |                                                                      |
| Грязнова Марія Петрівна                  | Одеська область              | Андрієво-Іванівська                 | Старший агроном Андрієво-Іванівського районного земельного відділу                                                                      |                                                                      |
| Гуменна Ганна Олексіївна                 | Тернопільська область        | Копичинська                         | Селянка села Суходіл Гусятинського району                                                                                               |                                                                      |
| Гур'єв Феофан Федорович                  | Житомирська область          | Баранівська                         | Голова колгоспу імені Кірова Ярунського району                                                                                          |                                                                      |
| Гуцуляк Микола Дмитрович                 | Станіславська область        | Отинянська                          | Голова виконкому Отинійської районної ради                                                                                              |                                                                      |
| Данильченко Іван Єпіфанович              | Вінницька область            | Томашпільська                       | 1-й секретар Чернівецького райкому КП(б)У                                                                                               |                                                                      |
| Данченко Олексій Євгенович               | Одеська область              | Одеська Воднотранспортна            | Начальник Одеського морського торговельного порту                                                                                       |                                                                      |
| Дементьєв Георгій Гаврилович             | Дніпропетровська область     | Петропавлівська                     | Голова виконкому Дніпропетровської обласної ради                                                                                        |                                                                      |
| Демшин Ілля Іванович                     | Закарпатська область         | Мукачівська сільська                | Начальник Управління прикордонних військ МВС Закарпатського округу, генерал-майор                                                       |                                                                      |
| Дем'янчук Марія Олександрівна            | Кам'янець-Подільська область | Славутська                          | Ливарниця Славутського фаянсового заводу                                                                                                |                                                                      |
| Депутатов Іван Степанович                | особливий виборчий округ     |                                     | Військовий, гвардії лейтенант |                                                                      |
| Дідик Марія Олексіївна                   | Станіславська область        | Городенківська                      | Інструктор Станіславського обкому КП(б)У по роботі серед жінок                                                                          |                                                                      |
| Дідук Єва Петрівна                       | Кам'янець-Подільська область | Летичівська                         | Ланкова колгоспу імені Кірова Старосинявського району                                                                                   |                                                                      |
| Добридень Федір Михайлович               | Вінницька область            | Теплицька                           | Голова виконкому Ситковецької районної ради                                                                                             |                                                                      |
| Докіль Петро Гнатович                    | Житомирська область          | Черняхівська                        | Голова виконкому Потіївської районної ради                                                                                              |                                                                      |
| Долотенко Зінаїда Тодосівна              | Київська область             | Смілянська                          | Ланкова колгоспу імені Шевченка села Самгородок Ротмістрівського району                                                                 |                                                                      |
| Дружинін Володимир Миколайович           | Тернопільська область        | Скалатська                          | 2-й секретар Тернопільського обкому КП(б)У                                                                                              |                                                                      |
| Дубина Ганна Андріївна                   | Кам'янець-Подільська область | Смотрицька                          | Голова виконкому Приворотської сільської ради Орининського району                                                                       |                                                                      |
| Дудін Юрій Іванович                      | Кам'янець-Подільська область | Волочиська                          | Міністр харчової промисловості УРСР |                                                                      |
| Душко Андрій Васильович                  | Київ                         | Печерська                           | Слюсар Київського заводу «Арсенал», заступник голови Президії Верховної Ради УРСР                                                       | 23 квітня 1947 помер                                                 |
| Дятлов Микола Олексійович                | Кіровоградська область       | Хмелівська                          | Заступник міністра внутрішніх справ УРСР                                                                                                |                                                                      |
| Дяченко Катерина Панасівна               | Київська область             | Шполянська                          | Ланкова колгоспу «Нове життя» Шполянського району                                                                                       |                                                                      |
| Євченко Федора Іванівна                  | Полтавська область           | Пирятинська                         | Завідувач Пирятинського районного відділу соціального забезпечення                                                                      |                                                                      |
| Єпішев Олексій Олексійович               | Харківська область           | Харківська Жовтнева                 | Секретар ЦК КП(б)У по кадрах |                                                                      |
| Єременко Анатолій Петрович               | Харківська область           | Барвенківська                       | Заступник голови виконкому Харківської обласної ради                                                                                    |                                                                      |
| Єфременко Софія Михайлівна               | Сталінська область           | Амвросіївська                       | Майстер Амвросіївського цементного заводу                                                                                               |                                                                      |
| Жданов Андрій Олександрович              | Харківська область           | Харківська Дзержинська              | Секретар ЦК ВКП(б) | 31 серпня 1948 помер                                                 |
| Желтков Іван Федорович                   | Сумська область              | Ямпільська                          | Голова колгоспу імені Жовтневої Революції Ямпільського району                                                                           | 18 листопада 1948 помер                                              |
| Жилінська Єфросинія Іванівна             | Чернігівська область         | Любецька                            | Голова колгоспу «14-річчя Жовтня» Любецького району                                                                                     |                                                                      |
| Жмакін Олексій Васильович                | Житомирська область          | Коростишівська                      | Головний агроном Коростишівського районного земельного відділу                                                                          |                                                                      |
| Заболотний Володимир Гнатович            | Харківська область           | Лозівська                           | Президент Академії архітектури УРСР |                                                                      |
| Загороднюк Яків Феодосійович             | Київська область             | Христинівська                       | Агроном Верхняцької селекційної станції Христинівського району                                                                          |                                                                      |
| Загробський Іван Петрович                | Запорізька область           | Васильївська                        | Голова виконкому Кам’янсько-Дніпровської районної ради                                                                                  |                                                                      |
| Зайцев Микола Олександрович              | Сталінська область           | Чистяківська                        | Начальник комбінату «Сталінвугілля» |                                                                      |
| Запорожець Герасим Іванович              | Сталінська область           | Сніжнянська                         | Машиніст врубової машини шахти № 27 тресту «Сніжнянантрацит»                                                                            |                                                                      |
| Запорожченко Михайло Іванович            | Полтавська область           | Кременчуцька сільська               | Командир 20-го гвардійського стрілецького корпусу Київського військового округу, генерал-лейтенант                                      |                                                                      |
| Зашихін Гаврило Савелійович              | Харківська область           | Красноградська                      | Командувач військ Південно-Західного округу ППО, генерал-полковник артилерії                                                            | 15 жовтня 1950 помер                                                 |
| Зимогляд Ольга Андріївна                 | Київська область             | Київська сільська                   | Парниковод колгоспу «Більшовик» Києво-Святошинського району                                                                             |                                                                      |
| Зленко Андрій Никифорович                | Полтавська область           | Полтавська сільська                 | Завідувач організаційно-інструкторського відділу ЦК КП(б)У                                                                              |                                                                      |
| Іванілова Феодосія Антонівна             | Дніпропетровська область     | Дніпропетровська Червоногвардійська | Майстер складального цеху Дніпропетровського паровозоремонтного заводу                                                                  |                                                                      |
| Іванов Юрій Якович                       | Сумська область              | Шосткинська                         | Голова виконкому Шосткинської міської ради                                                                                              |                                                                      |
| Іванцова Ольга Іванівна                  | Ворошиловградська область    | Кадіївська Брянська                 | Вихователь — комсомольський організатор Краснодонської школи фабрично-заводського навчання № 26                                         |                                                                      |
| Івашутін Петро Іванович                  | особливий виборчий округ     |                                     | Начальник Управління контррозвідки МДБ Південної групи військ, генерал-лейтенант                                                        |                                                                      |
| Івченко Олександр Георгійович            | Запорізька область           | Запорізька Орджонікідзевська        | Головний конструктор Запорізького моторобудівного заводу імені Баранова                                                                 |                                                                      |
| Ігнатьєва Олена Степанівна               | Харківська область           | Харківська Сталінська               | Електрозварниця Харківського заводу «Серп і Молот»                                                                                      |                                                                      |
| Ілясов Микола Федорович                  | Ворошиловградська область    | Лисичанська                         | Начальник Управління Міністерства державної безпеки УРСР по Ворошиловградській області                                                  |                                                                      |
| Іщенко Віталій Павлович                  | Кіровоградська область       | Новоукраїнська                      | Голова виконкому Кіровоградської обласної ради                                                                                          |                                                                      |
| Кавецький Тимофій Давидович              | Волинська область            | Ковельська                          | Голова виконкому Луківської районної ради                                                                                               |                                                                      |
| Каганович Лазар Мойсейович               | Київ                         | Кагановичська                       | Заступник голови Ради Міністрів СРСР, 1-й секретар ЦК КП(б)У                                                                            |                                                                      |
| Кажан Іван Дмитрович                     | Сталінська область           | Сталіно-Заводська                   | Майстер мартенівського цеху Сталінського металургійного заводу імені Сталіна                                                            |                                                                      |
| Кальченко Никифор Тимофійович            | Одеська область              | Голованівська                       | Міністр технічних культур УРСР; міністр радгоспів УРСР                                                                                  |                                                                      |
| Капранов Василь Логвинович               | Чернігівська область         | Семенівська                         | Заступник голови виконкому Чернігівської обласної ради                                                                                  |                                                                      |
| Караваєв Костянтин Семенович             | Одеська область              | Одеська сільська                    | Голова виконкому Одеської обласної ради                                                                                                 |                                                                      |
| Карпенко Катерина Сидорівна              | Харківська область           | Великобурлуцька                     | 1-й секретар Великобурлуцького райкому ЛКСМУ                                                                                            |                                                                      |
| Касаткін Лифтерій Матвійович             | Ізмаїльська область          | Килійська                           | Голова риболовецького колгоспу імені Хрущова Кілійського району                                                                         |                                                                      |
| Касіян Василь Ілліч                      | Чернігівська область         | Коропська                           | Голова правління Спілки радянських художників УРСР, народний художник СРСР                                                              |                                                                      |
| Касьяненко Євгенія Карпівна              | Сумська область              | Буринська                           | Вчителька Першотравневої середньої школи Буринського району                                                                             |                                                                      |
| Кива Василь Кузьмич                      | Полтавська область           | Золотоніська                        | Бригадир тракторної бригади Безпальчівської МТС Гельмязівського району                                                                  |                                                                      |
| Кириленко Андрій Павлович                | Запорізька область           | Куйбишевська                        | 2-й секретар Запорізького обкому КП(б)У                                                                                                 |                                                                      |
| Кисляк Ганна Василівна                   | Чернігівська область         | Срібнянська                         | Трактористка Варвинської МТС Варвинського району                                                                                        |                                                                      |
| Кіх Марія Семенівна                      | Львівська область            | Золочівська                         | Слухач Львівської міжобласної партійної школи                                                                                           |                                                                      |
| Кіщук Микола Федорович                   | Станіславська область        | Косівська                           | Голова художньо-промислової артілі різьб’ярів «Гуцульщина» Косівського району                                                           |                                                                      |
| Климушев Володимир Якович                | Чернігівська область         | Прилуцька                           | Заступник начальника Управління пропаганди і агітації ЦК КП(б)У                                                                         |                                                                      |
| Коваль Іван Лукич                        | Харківська область           | Валківська                          | Директор Валківської МТС Валківського району                                                                                            |                                                                      |
| Ковальов Герман Васильович               | Харківська область           | Куп'янська                          | Начальник Донецького округу залізниць                                                                                                   |                                                                      |
| Ковальова Євдокія Юхимівна               | Сталінська область           | Добропільська                       | Голова виконкому Ленінської сільської ради Добропільського району                                                                       |                                                                      |
| Ковпак Сидір Артемович                   | Сумська область              | Путивльська                         | Генерал-майор |                                                                      |
| Кодитик Степан Йосипович                 | Вінницька область            | Вінницька сільська                  | Директор неповно-середньої школи села Мізяківські Хутори Вінницького району                                                             |                                                                      |
| Кожан Олексій Васильович                 | Львівська область            | Олеська                             | Голова виконкому Щирецької районної ради                                                                                                |                                                                      |
| Кожанов Григорій Петрович                | Київська область             | Переяслав-Хмельницька               | 1-й секретар Переяслав-Хмельницького райкому КП(б)У                                                                                     |                                                                      |
| Козак Семен Антонович                    | особливий виборчий округ     |                                     | Командир 21-го гвардійського стрілецького корпусу Одеського військового округу, генерал-лейтенант                                       |                                                                      |
| Козачук Іван Федорович                   | Чернівецька область          | Сторожинецька сільська              | Слухач Республіканської партійної школи при ЦК КП(б)У                                                                                   |                                                                      |
| Козиревич Марія Антонівна                | Вінницька область            | Погребищенська                      | Ланкова колгоспу імені 1-го Травня Погребищенського району                                                                              |                                                                      |
| Козлов Марк Олександрович                | особливий виборчий округ     |                                     | Військовий політпрацівник, генерал-лейтенант                                                                                            |                                                                      |
| Колесса Філарет Михайлович               | Львівська область            | Львівська Красноармійська           | Завідувач Львівського відділення Інституту мистецтвознавства, фольклору і етнографії АН УРСР, академік АН УРСР                          | 3 березня 1947 помер                                                 |
| Колибанов Анатолій Георгійович           | Ворошиловградська область    | Боково-Антрацитівська               | Уповноважений Всесоюзної Центральної Ради Професійних Спілок (ВЦРПС) по Українській РСР                                                 |                                                                      |
| Коліков Олексій Леонтійович              | Чернівецька область          | Сторожинецька міська                | Голова виконкому Чернівецької обласної ради                                                                                             |                                                                      |
| Колодка Микола Антонович                 | Львівська область            | Городоцька                          | Голова колгоспу імені Хрущова Городоцького району                                                                                       |                                                                      |
| Коломієць Віра Порфирівна                | Київська область             | Корсунь-Шевченківська               | Вчителька Корсунь-Шевченківської неповної середньої школи № 2                                                                           |                                                                      |
| Комісарик Никифор Филимонович            | Волинська область            | Ратнівська                          | Голова виконкому Старовижівської районної ради                                                                                          |                                                                      |
| Комяхов Василь Григорович                | Кіровоградська область       | Новогеоргіївська                    | Завідувач Кіровоградського обласного земельного відділу                                                                                 |                                                                      |
| Кондратюк Марія Кирилівна                | Житомирська область          | Бердичівська                        | Голова колгоспу «Хлібороб» Бердичівського району                                                                                        |                                                                      |
| Кононенко Іларіон Пилипович              | Кіровоградська область       | Бобринецька                         | Міністр охорони здоров’я УРСР |                                                                      |
| Константинович Євдокія Василівна         | Ровенська область            | Костопольська                       | Викладач історії і географії Костопільського педагогічного училища                                                                      |                                                                      |
| Коренєв Григорій Юхимович                | Сталінська область           | Макіївська сільська                 | 1-й секретар Макіївського міськкому КП(б)У                                                                                              |                                                                      |
| Корець Герман Семенович                  | Волинська область            | Камінь-Каширська                    | Голова виконкому Дольської сільської ради Любешівського району                                                                          |                                                                      |
| Коритан В'ячеслав Олександрович          | Станіславська область        | Надвірнянська                       | Начальник цеху з видобутку газу Битківського нафтопромислу № 7 об’єднання «Укрнафта» Надвірнянського району                             |                                                                      |
| Корнійчук Олександр Євдокимович          | Вінницька область            | Тульчинська                         | Письменник-драматург, академік АН УРСР, голова Спілки письменників УРСР                                                                 |                                                                      |
| Корнієць Леонід Романович                | Запорізька область           | Мелітопольська                      | 1-й заступник голови Ради Міністрів УРСР                                                                                                |                                                                      |
| Коровкін Василь Тимофійович              | Житомирська область          | Овруцька                            | 1-й секретар Овруцького райкому КП(б)У                                                                                                  |                                                                      |
| Коротков Федір Іванович                  | Чернігівська область         | Чернігівська                        | 2-й секретар Чернігівського міськкому КП(б)У                                                                                            |                                                                      |
| Коротченко Дем'ян Сергійович             | Житомирська область          | Житомирська сільська                | 2-й секретар ЦК КП(б)У |                                                                      |
| Косигін Олексій Миколайович              | Херсонська область           | Херсонська міська                   | Заступник голови Ради Міністрів СРСР |                                                                      |
| Костей Василь Іванович                   | Станіславська область        | Богородчанська                      | Завідувач відділу сільського і колгоспного будівництва Богородчанського райвиконкому                                                    |                                                                      |
| Костенко Василь Семенович                | Ворошиловградська область    | Краснодонська                       | 1-й секретар ЦК ЛКСМУ |                                                                      |
| Костіна Зінаїда Мойсеївна                | Ворошиловградська область    | Ворошиловградська Артемівська       | Майстер дільниці № 5 Ворошиловградського патронного заводу № 270                                                                        |                                                                      |
| Косюра Варвара Йосипівна                 | Запорізька область           | Ново-Василівська                    | Зоотехнік Ново-Василівського районного відділу тваринництва                                                                             |                                                                      |
| Котелянець Марія Василівна               | Житомирська область          | Ружинська                           | Ланкова колгоспу імені Кірова Ружинського району                                                                                        |                                                                      |
| Кохненко Григорій Федорович              | Житомирська область          | Малинська                           | Міністр меблевої промисловості УРСР |                                                                      |
| Кравченко Парасковія Андріївна           | Полтавська область           | Зіньківська                         | Трактористка Зіньківської МТС Зіньківського району                                                                                      |                                                                      |
| Кравченко Семен Григорович               | Вінницька область            | Крижопільська                       | Голова Партійної колегії при ЦК КП(б)У                                                                                                  |                                                                      |
| Крайнюков Костянтин Васильович           | особливий виборчий округ     |                                     | Член Військової ради Центральної групи військ — заступник командувача військ з політичної частини, генерал-лейтенант                    |                                                                      |
| Крамов Олександр Григорович              | Харківська область           | Харківська Орджонікідзевська        | Художній керівник Харківського російського драматичного театру                                                                          |                                                                      |
| Красовський Степан Якимович              | особливий виборчий округ     |                                     | Командувач 2-ї повітряної армії, генерал-полковник авіації                                                                              |                                                                      |
| Кривець Олександр Єлисейович             | Київська область             | Сквирська                           | Директор Городище-Пустоварського цукрового комбінату                                                                                    |                                                                      |
| Кривуля Данило Олексійович               | Дніпропетровська область     | Солонянська                         | 1-й секретар Томаківського райкому КП(б)У                                                                                               |                                                                      |
| Кримський Володимир Якович               | Одеська область              | Гайворонська                        | 1-й секретар Грушківського райкому КП(б)У                                                                                               |                                                                      |
| Кузнецов Олексій Олександрович           | Полтавська область           | Полтавська міська                   | Секретар ЦК ВКП(б) | 13 серпня 1949 заарештований, 1 жовтня 1950 розстріляний             |
| Кузьменко Михайло Григорович             | Полтавська область           | Козельщанська                       | Заступник голови виконкому Полтавської обласної ради                                                                                    |                                                                      |
| Кузьмін Анатолій Миколайович             | Запорізька область           | Червоноармійська                    | Директор Запорізького металургійного заводу «Запоріжсталь»                                                                              |                                                                      |
| Кука Микола Маркіянович                  | Полтавська область           | Глобинська                          | Голова колгоспу імені Сталіна Глобинського району                                                                                       |                                                                      |
| Курасов Володимир Васильович             | особливий виборчий округ     |                                     | Головнокомандувач Центральної групи військ, генерал-полковник                                                                           |                                                                      |
| Курко Олександр Петрович                 | Кам'янець-Подільська область | Красилівська                        | Голова виконкому Западинської сільської ради Красилівського району                                                                      |                                                                      |
| Куценко Феодосій Никифорович             | Тернопільська область        | Збаразька                           | 1-й секретар Збаразького райкому КП(б)У                                                                                                 |                                                                      |
| Лаврентьєв Михайло Олексійович           | Сталінська область           | Артемівська                         | Віце-президент АН УРСР, директор Інституту математики АН УРСР                                                                           |                                                                      |
| Лавриненко Тимофій Кіндратович           | Харківська область           | Золочівська                         | Бригадир тракторної бригади Лютівської МТС Золочівського району                                                                         |                                                                      |
| Лазуренко Михайло Костянтинович          | Станіславська область        | Калуська                            | 2-й секретар Станіславського обкому КП(б)У                                                                                              |                                                                      |
| Лайок Володимир Макарович                | особливий виборчий округ     |                                     | Член Військової ради Південної групи військ — заступник командувача військ з політичної частини, генерал-лейтенант інтендантскої служби |                                                                      |
| Лактіонов Павло Спиридонович             | Ворошиловградська область    | Ворошиловська сільська              | 1-й секретар Ворошиловського міськкому КП(б)У                                                                                           |                                                                      |
| Ларіонов Григорій Миколайович            | Сталінська область           | Красноармійська                     | Начальник Південно-Донецької залізниці                                                                                                  |                                                                      |
| Ластовенко Іван Герасимович              | Сталінська область           | Мар'їнська                          | Директор Богоявленської МТС Мар'їнського району                                                                                         |                                                                      |
| Липовий В'ячеслав Леонтійович            | Херсонська область           | Голопристанська                     | Голова президії Укоопспілки |                                                                      |
| Лисак Іван Васильович                    | Тернопільська область        | Борщівська                          | Голова колгоспу імені Хрущова Борщівського району                                                                                       |                                                                      |
| Литвин Костянтин Захарович               | Сталінська область           | Макіївська Кіровська                | Секретар ЦК КП(б)У |                                                                      |
| Лінинська Ганна Тимофіївна               | Дрогобицька область          | Нижньоустрицька                     | Організатор роботи серед жінок Стрілківського райкому КП(б)У                                                                            |                                                                      |
| Лісмак Феодосій Тимофійович              | Дрогобицька область          | Турківська                          | 1-й секретар Турківського райкому КП(б)У                                                                                                |                                                                      |
| Логінов Федір Георгійович                | Запорізька область           | Запорізька Ленінська                | Начальник «Дніпробуду» |                                                                      |
| Лукашов Іван Олексійович                 | Сумська область              | Смілівська                          | Міністр торгівлі УРСР |                                                                      |
| Лукашов Михайло Трохимович               | Сумська область              | Охтирська                           | 1-й секретар Охтирського райкому КП(б)У                                                                                                 |                                                                      |
| Луценко Олена Костянтинівна              | Вінницька область            | Барська                             | Дільничний агроном Станіславчицької МТС Станіславчицького району                                                                        |                                                                      |
| Львов Феодосій Іванович                  | Дніпропетровська область     | Амур-Нижнєдніпровська сільська      | Начальник механічного цеху вагоноремонтного заводу імені Кірова                                                                         |                                                                      |
| Лях Валентина Петрівна                   | Житомирська область          | Новоград-Волинська                  | Лікар, завідувачка Старо-Романівської лікарської дільниці Новоград-Волинського району                                                   |                                                                      |
| Мазепа Іван Ілліч                        | Львівська область            | Кам'янсько-Бузька                   | 2-й секретар Львівського обкому КП(б)У                                                                                                  |                                                                      |
| Мазій Марія Семенівна                    | Київська область             | Богуславська                        | Ланкова колгоспу «Червоний хлібороб» Рокитнянського району                                                                              |                                                                      |
| Максюта Олександра Савелівна             | Кіровоградська область       | Чигиринська                         | Зоотехнік Чигиринського районного відділу тваринництва                                                                                  |                                                                      |
| Маленков Георгій Максиміліанович         | Дніпропетровська область     | Дніпропетровська Кіровська          | Заступник голови Ради Міністрів СРСР |                                                                      |
| Малюшицький Володимир Федорович          | Чернігівська область         | Бобровицька                         | Директор Бобровицької МТС Бобровицького району                                                                                          |                                                                      |
| Мануїльський Дмитро Захарович            | Тернопільська область        | Кременецька                         | Заступник голови Ради Міністрів УРСР, міністр закордонних справ УРСР                                                                    |                                                                      |
| Мартиненко Іван Михайлович               | Полтавська область           | Чутівська                           | Голова виконкому Полтавської обласної ради                                                                                              |                                                                      |
| Мартинов Олександр Миколайович           | Миколаївська область         | Вознесенська                        | Начальник Управління Міністерства державної безпеки УРСР по Миколаївській області                                                       |                                                                      |
| Матвієнко Клавдія Омелянівна             | Сталінська область           | Костянтинівська Дружківська         | Майстер пресового цеху Часів-Ярського заводу імені Орджонікідзе                                                                         |                                                                      |
| Матченко Ніна Сергіївна                  | Запорізька область           | Пологівська                         | Машиніст паровозного депо станції Пологи                                                                                                |                                                                      |
| Мацкевич Володимир Володимирович         | Сумська область              | Тростянецька                        | 1-й заступник міністра, міністр тваринництва УРСР                                                                                       |                                                                      |
| Мацуй Петро Панасович                    | Київ                         | Дарницька                           | 2-й секретар Київського міськкому КП(б)У                                                                                                |                                                                      |
| Мацько Марія Романівна                   | Львівська область            | Яворівська                          | Селянка, голова жіночої ради села Яжів Новий (Новий Яр) Яворівського району                                                             | 1948 загинула                                                        |
| Медведь Левко Іванович                   | Дніпропетровська область     | Нікопольська                        | Заступник міністра охорони здоров'я УРСР                                                                                                |                                                                      |
| Межжерін Олексій Степанович              | Одеська область              | Первомайська                        | Секретар Президії Верховної Ради УРСР                                                                                                   |                                                                      |
| Мельник Тетяна Лук'янівна                | Кіровоградська область       | Златопільська                       | Директор Паліївської неповної середньої школи Маловисківського району                                                                   |                                                                      |
| Мельников Валентин Дмитрович             | Сумська область              | Краснопільська                      | Вчитель Краснопільської середньої школи Краснопільського району                                                                         |                                                                      |
| Мельников Леонід Георгійович             | Сталінська область           | Сталінська Калінінська              | 1-й секретар Сталінського обкому КП(б)У                                                                                                 |                                                                      |
| Мжаванадзе Василь Павлович               | Харківська область           | Чугуївська                          | Член Військової ради Київського військового округу — заступник командувача військ округу з політичної частини, генерал-лейтенант        |                                                                      |
| Микуланинець Стефан Миколайович          | Закарпатська область         | Виноградівська                      | Директор Виноградівської окружної лікарні                                                                                               |                                                                      |
| Миртовський Микола Васильович            | Дніпропетровська область     | Дніпропетровська Жовтнева           | Завідувач кафедри невропатології, заступник директор Дніпропетровського медичного інституту з навчальної частини                        |                                                                      |
| Михайленко Парасковія Іванівна           | Харківська область           | Харківська Кагановичська            | Доцент Харківського хіміко-технологічного інституту                                                                                     |                                                                      |
| Михайлов Георгій Антонович               | Миколаївська область         | Миколаївська Сталінська             | Голова виконкому Миколаївської міської ради                                                                                             |                                                                      |
| Мисюра Максим Йосипович                  | Ровенська область            | Володимирецька                      | Голова виконкому Дубровицької міської ради                                                                                              |                                                                      |
| Мичак Тимофій Семенович                  | Ровенська область            | Сарненська                          | Завідувач Сарненського районного земельного відділу                                                                                     | 17 листопада 1947 помер                                              |
| Мізюк Андрій Іванович                    | Волинська область            | Маневицька                          | Слухач Республіканської партійної школи при ЦК КП(б)У                                                                                   |                                                                      |
| Мікоян Анастас Іванович                  | Одеська область              | Одеська Ільїчівська                 | Заступник голови Ради Міністрів СРСР |                                                                      |
| Молотов В'ячеслав Михайлович             | Київ                         | Ленінська                           | Заступник голови Ради Міністрів СРСР |                                                                      |
| Молчанов Олексій Петрович                | Київська область             | Черкаська                           | Начальник Південно-Західної залізниці                                                                                                   |                                                                      |
| Моренець-Мацієвська Лідія Володимирівна  | Одеська область              | Одеська Сталінська                  | Актриса Одеського театру імені Жовтневої Революції, заслужена артистка УРСР                                                             |                                                                      |
| Москаль Павліна Андріївна                | Львівська область            | Львівська сільська                  | Завідувач відділу соціального забезпечення Винниківського райвиконкому                                                                  |                                                                      |
| Назаренко Анастасія Олександрівна        | Ворошиловградська область    | Верхнє-Теплівська                   | Вчителька математики Ворошиловградської середньої школи № 3                                                                             |                                                                      |
| Назаренко Іван Дмитрович                 | Полтавська область           | Хорольська                          | Секретар ЦК КП(б)У по пропаганді і агітації                                                                                             |                                                                      |
| Назаренко Яків Ісайович                  | Чернігівська область         | Куликівська                         | Голова колгоспу «Зоря» Куликівського району                                                                                             |                                                                      |
| Найдек Леонтій Іванович                  | Одеська область              | Балтська                            | 2-й секретар Одеського обкому КП(б)У |                                                                      |
| Наумов Михайло Іванович                  | Чернівецька область          | Кельменецька                        | Начальник Управління Міністерства внутрішніх справ УРСР по Чернівецькій області                                                         |                                                                      |
| Нижник Василь Єрмолайович                | Вінницька область            | Гайсинська                          | 2-й секретар Вінницького обкому КП(б)У                                                                                                  |                                                                      |
| Никифоров Анатолій Олександрович         | Волинська область            | Володимир-Волинська                 | Начальник Управління прикордонних військ МВС Українського округу, генерал-майор                                                         |                                                                      |
| Новиков Степан Митрофанович              | Дрогобицька область          | Сколівська                          | Член Військової ради Прикарпатського військового округу — заступник командувача військ округу з політичної частини, генерал-майор       |                                                                      |
| Новиков Тихон Андрійович                 | Одеська область              | Любашівська                         | Командир Одеської Військово-морської бази, контр-адмірал                                                                                |                                                                      |
| Оберемок Олександр Максимович            | Вінницька область            | Копайгородська                      | Голова виконкому Поповецької сільської ради Копайгородського району                                                                     |                                                                      |
| Озерний Марко Остапович                  | Дніпропетровська область     | Верхнєдніпровська                   | Ланковий колгоспу «Червоний партизан» Лихівського району                                                                                |                                                                      |
| Олексюк Мирон Йосипович                  | Львівська область            | Бродівська                          | Голова виконкому Бродівської районної ради                                                                                              | 26 вересня 1950 помер                                                |
| Олефіренко Олексій Гнатович              | Херсонська область           | Генічеська                          | Бригадир тракторної бригади Ново-Троїцької МТС Ново-Троїцького району                                                                   |                                                                      |
| Олійник Захар Федорович                  | Київська область             | Буцька                              | Голова виконкому Київської обласної ради                                                                                                |                                                                      |
| Омельченко Федора Семенівна              | Ровенська область            | Червоноармійська                    | Секретар Вербського райкому КП(б)У по кадрах                                                                                            |                                                                      |
| Онищенко Григорій Потапович              | Ровенська область            | Млинівська                          | Міністр місцевої промисловості УРСР |                                                                      |
| Опаленко Андрій Антонович                | Київська область             | Тальнівська                         | Бригадир тракторної бригади Тальнівської МТС Тальнівського району                                                                       |                                                                      |
| Орап Іван Григорович                     | Тернопільська область        | Великодедеркальська                 | Заступник голови виконкому Тернопільської обласної ради                                                                                 |                                                                      |
| Осташенко Федір Панасович                | Запорізька область           | Оріхівська                          | Командир 25-го гвардійського стрілецького корпусу Таврійського військового округу, генерал-лейтенант                                    |                                                                      |
| Павленко Мар'яна Дементіївна             | Сумська область              | Липово-Долинська                    | Директор Семенівської школи Липово-Долинського району                                                                                   |                                                                      |
| Павлова Агрипіна Артемівна               | Миколаївська область         | Арбузинська                         | Голова колгоспу «Соцперебудова» Лисогірського району                                                                                    |                                                                      |
| Павлюк Микола Васильович                 | Чернівецька область          | Садгірська                          | Голова виконкому Садгірської районної ради                                                                                              |                                                                      |
| Паламарчук Лука Хомич                    | Полтавська область           | Гадяцька                            | Відповідальний редактор газети «Радянська Україна»                                                                                      |                                                                      |
| Палладін Олександр Володимирович         | Київська область             | Васильківська                       | Президент Академії наук УРСР |                                                                      |
| Пантелюк Юрій Йосипович                  | Станіславська область        | Снятинська                          | Голова виконкому Заболотцівської районної ради                                                                                          |                                                                      |
| Панченко Архип Іванович                  | Вінницька область            | Немирівська                         | 1-й секретар Вороновицького райкому КП(б)У                                                                                              |                                                                      |
| Параскевова Неоніла Іванівна             | Ізмаїльська область          | Болградська                         | Вчителька Болградської середньої школи                                                                                                  |                                                                      |
| Парванова Марія Миколаївна               | Ізмаїльська область          | Арцизька                            | Колгоспниця, завідувачка дитячих ясел колгоспу «Червоний прапор» Ново-Іванівського району                                               |                                                                      |
| Пармузіна Агрипина Антонівна             | Сумська область              | Білопільська                        | Ланкова колгоспу «Більшовик» Білопільського району                                                                                      |                                                                      |
| Пасенченко-Демиденко Пилип Іванович      | Херсонська область           | Каховська                           | Голова виконкому Херсонської обласної ради                                                                                              |                                                                      |
| Пастухов Євген Микитович                 | Сталінська область           | Дзержинська                         | Забійник шахти «Чигарі» тресту «Дзержинськвугілля»                                                                                      |                                                                      |
| Патолічев Микола Семенович               | Сумська область              | Сумська                             | Секретар ЦК ВКП(б) |                                                                      |
| Паторжинський Іван Сергійович            | Київська область             | Фастівська                          | Соліст Київського театру опери та балету, народний артист СРСР                                                                          |                                                                      |
| Пащенко Антоніна Максимівна              | Сталінська область           | Краснолиманська                     | Інженер, начальник технічного відділу Краснолиманського відділку руху Північно-Донецької залізниці                                      |                                                                      |
| Пелехатий Кузьма Миколайович             | Львівська область            | Жовківська                          | Заступник голови виконкому Львівської міської ради, письменник                                                                          |                                                                      |
| Пелих Галина Федорівна                   | Одеська область              | Роздільнянська                      | Секретар Одеського обкому ЛКСМУ по школах                                                                                               |                                                                      |
| Петренко Катерина Анатоліївна            | Тернопільська область        | Чортківська                         | Вчителька Чортківської середньої школи № 2                                                                                              |                                                                      |
| Петров Григорій Гаврилович               | Кіровоградська область       | Кіровоградська міська               | 1-й секретар Кіровоградського обкому КП(б)У                                                                                             |                                                                      |
| Петруша Григорій Іванович                | Чернівецька область          | Чернівецька Ленінська               | Міністр текстильної промисловості УРСР                                                                                                  |                                                                      |
| Петрущак Іван Дмитрович                  | Закарпатська область         | Іршавська                           | Голова Закарпатської обласної ради професійних спілок                                                                                   |                                                                      |
| Петченко Єгор Єгорович                   | Ворошиловградська область    | Ровеньківська                       | Зарубник шахти № 1-біс Михайлівського шахтоуправління тресту «Фрунзевугілля»                                                            |                                                                      |
| Пінчук Григорій Павлович                 | Закарпатська область         | Тячівська                           | 2-й секретар Закарпатського обкому КП(б)У                                                                                               |                                                                      |
| Піпа Марія Матвіївна                     | Дніпропетровська область     | Синельниківська                     | Керуюча контори Держбанку Синельниківського району                                                                                      |                                                                      |
| Піщаний Ничипір Федорович                | Сталінська область           | Краматорська                        | Виконувач обов'язків директора Ново-Краматорського заводу важкого машинобудування імені Сталіна                                         |                                                                      |
| Поборчий Олександр Павлович              | Сталінська область           | Маріупольська Молотовська           | Керуючий тресту «Азовстальбуд» |                                                                      |
| Погрібний Степан Федосійович             | Кіровоградська область       | Знам'янська                         | Машиніст паровозного депо станції Знам'янка                                                                                             |                                                                      |
| Подільчук Мінодора Миколаївна            | Чернівецька область          | Кіцманська                          | Голова виконкому Ново-Мамаївської (Новосілківської) сільської ради Кіцманського району                                                  |                                                                      |
| Поліщук Ганна Микитівна                  | Ровенська область            | Дубнівська                          | Голова промартілі «Комуніст» міста Дубно                                                                                                |                                                                      |
| Полотнюк Дарина Дмитрівна (Ірина Вільде) | Львівська область            | Перемишлянська                      | Письменниця |                                                                      |
| Попов Георгій Михайлович                 | Житомирська область          | Олевська                            | Секретар ЦК ВКП(б), 1-й секретар Московського обкому ВКП(б)                                                                             |                                                                      |
| Попова Ганна Омелянівна                  | Харківська область           | Зміївська                           | Ланкова колгоспу «Червоний Жовтень» Олексіївського району                                                                               |                                                                      |
| Попович Дмитро Петрович                  | Закарпатська область         | Мукачівська міська                  | 1-й секретар Берегівського окружкому КП(б)У                                                                                             |                                                                      |
| Посмітний Макар Онисимович               | Одеська область              | Березівська                         | Голова колгоспу імені Будьонного Березівського району                                                                                   |                                                                      |
| Примаченко Пелагія Порфирівна            | Одеська область              | Одеська Ворошиловська               | Вчителька Одеської неповної середньої школи, заслужена вчителька УРСР                                                                   |                                                                      |
| Приходько Іван Фокович                   | Чернігівська область         | Щорська                             | Бригадир тракторної бригади Менської МТС Менського району                                                                               |                                                                      |
| Пуртова Тетяна Никифорівна               | Херсонська область           | Великоолександрівська               | 1-й секретар Високопільського райкому КП(б)У                                                                                            |                                                                      |
| Пухов Микола Павлович                    | Житомирська область          | Андрушівська                        | Командувач 8-ї механізованої армії Прикарпатського військового округу генерал-полковник                                                 |                                                                      |
| Рагулін Яків Андрійович                  | Житомирська область          | Коростенська                        | Машиніст паровозного депо станції Коростень                                                                                             |                                                                      |
| Радченко Поліна Григорівна               | Чернігівська область         | Ніжинська                           | Начальник Управління лікувально-профілактичної допомоги дітям Міністерства охорони здоров'я УРСР                                        |                                                                      |
| Рак Марфа Аврамівна                      | Київська область             | Димерська                           | Завідувач відділу пропаганди та агітації Димерського райкому КП(б)У                                                                     |                                                                      |
| Ревуцький Лев Миколайович                | Одеська область              | Одеська Ленінська                   | Композитор, професор Київської державної консерваторії імені Чайковського                                                               |                                                                      |
| Ремаренко Тетяна Яківна                  | Сталінська область           | Приморська                          | Агроном колгоспу імені РСЧА села Красноармійського Будьоннівського району                                                               |                                                                      |
| Ремінна Зінаїда Савеліївна               | Харківська область           | Харківська Ленінська                | Начальник цеху Харківської швейної фабрики імені Тинякова                                                                               |                                                                      |
| Решетняк Пилип Несторович                | Волинська область            | Торчинська                          | Голова виконкому Волинської обласної ради                                                                                               |                                                                      |
| Решетов Микола Антонович                 | Чернівецька область          | Хотинська                           | Начальник Управління Міністерства державної безпеки УРСР по Чернівецькій області                                                        |                                                                      |
| Романюк Марія Панасівна                  | Кам'янець-Подільська область | Теофіпольська                       | Директор Семенівської неповної середньої школи Білогірського району                                                                     |                                                                      |
| Рубель Марія Іванівна                    | Полтавська область           | Кобиляцька                          | Завідувач Богданівської початкової школи Кобеляцького району                                                                            |                                                                      |
| Рудаков Олександр Петрович               | Сталінська область           | Сталінська Петровська               | Заступник секретаря ЦК КП(б)У з вугільної промисловості                                                                                 |                                                                      |
| Руденко Роман Андрійович                 | Ворошиловградська область    | Рубежанська                         | Прокурор УРСР |                                                                      |
| Руденко Гаврило Митрофанович             | Харківська область           | Краснокутська                       | 1-й секретар Краснокутського райкому КП(б)У                                                                                             |                                                                      |
| Рудницький Петро Васильович              | Ворошиловградська область    | Біловодська                         | Заступник голови Ради Міністрів УРСР |                                                                      |
| Румянцев Олексій Гаврилович              | Одеська область              | Цебриківська                        | Член Військової ради Одеського військового округу — заступник командувача військ округу з політичної частини, генерал-майор             |                                                                      |
| Рябець Мотрона Митрофанівна              | Запорізька область           | Запорізька Сталінська               | Завідувач Запорізького міського відділу охорони здоров’я                                                                                |                                                                      |
| Савицький Василь Олександрович           | Київська область             | Тетіївська                          | Голова виконкому Жашківської районної ради                                                                                              |                                                                      |
| Савков Микола Никифорович                | Чернігівська область         | Городнянська                        | Начальник Політуправління Київського військового округу, генерал-лейтенант                                                              |                                                                      |
| Савченко Марія Харитонівна               | Сумська область              | Лебединська                         | Доярка колгоспу «Червона зоря» Лебединського району                                                                                     |                                                                      |
| Савченко Сергій Романович                | Харківська область           | Харківська Липецька                 | Міністр державної безпеки УРСР |                                                                      |
| Садовський Федір Титович                 | Дніпропетровська область     | Магдалинівська                      | Міністр житлово-цивільного будівництва УРСР                                                                                             |                                                                      |
| Самойленко Феня Дмитрівна                | Миколаївська область         | Миколаївська сільська               | Вчителька середньої школи № 20 міста Миколаєва                                                                                          |                                                                      |
| Самуйленко Пилип Олексійович             | Чернігівська область         | Новгород-Сіверська                  | Міністр лісової промисловості УРСР |                                                                      |
| Сас Йосип Миколайович                    | Дрогобицька область          | Бориславська                        | Майстер Бориславського 8-го нафтопромислу об'єднання «Укрнафта»                                                                         |                                                                      |
| Сасунов Андрій Якимович                  | Ворошиловградська область    | Краснолуцька                        | Прохідник шахти № 28 «Венгерівка» Ровеньківського району                                                                                |                                                                      |
| Сахновський Георгій Леонідович           | Київська область             | Таращанська                         | Міністр фінансів УРСР |                                                                      |
| Світлична Мотрона Андріївна              | Станіславська область        | Станіславська                       | Директор Станіславського інституту удосконалення вчителів                                                                               |                                                                      |
| Севастьянов Іван Іванович                | Сталінська область           | Сталінська Кіровська                | Завідувач Кіровського районного відділу охорони здоров'я міста Сталіно, заслужений лікар УРСР                                           |                                                                      |
| Селіванов Олександр Гнатович             | Харківська область           | Харківська Червонобаварська         | Голова виконкому Харківської міської ради                                                                                               |                                                                      |
| Селянчина Ганна Онуфріївна               | Закарпатська область         | Перечинська                         | Секретар Закарпатського обкому ЛКСМУ по школах і роботі серед шкільної молоді та піонерів                                               |                                                                      |
| Сенін Іван Семенович                     | Сталінська область           | Костянтинівська                     | Заступник голови Ради Міністрів УРСР |                                                                      |
| Сенін Микита Трохимович                  | Ізмаїльська область          | Бєлгород-Дністровська               | Міністр рибної промисловості УРСР |                                                                      |
| Сердюк Зіновій Тимофійович               | Київська область             | Звенигородська                      | 2-й секретар Київського обкому КП(б)У                                                                                                   |                                                                      |
| Середа Ярослав Іванович                  | Дрогобицька область          | Дрогобицька                         | Начальник виробничо-технічного відділу тресту «Укрнафтозаводи» міста Дрогобича                                                          |                                                                      |
| Сидорин Анатолій Юхимович                | Дніпропетровська область     | Дніпродзержинська сільська          | 2-й секретар Дніпропетровського обкому КП(б)У; міністр державного контролю УРСР                                                         | 25 липня 1947 помер                                                  |
| Синявський Кузьма Наумович               | Вінницька область            | Бершадська                          | Бригадир тракторної бригади Бершадської МТС Бершадського району                                                                         |                                                                      |
| Скрипник Мотрона Макарівна               | Волинська область            | Турійська                           | Організатор по роботі серед жінок Устилузького райкому КП(б)У                                                                           |                                                                      |
| Слободченко Клавдія Панасівна            | Запорізька область           | Великотокмацька                     | Завідувач ферми колгоспу імені Будьонного Михайлівського району                                                                         |                                                                      |
| Слободянюк Леонід Зіновійович            | Миколаївська область         | Миколаївська заводська              | Старший майстер Миколаївського суднобудівного заводу імені Андре Марті                                                                  |                                                                      |
| Собчук Семен Тимофійович                 | Кам'янець-Подільська область | Городоцька                          | 1-й секретар Городоцького райкому КП(б)У                                                                                                |                                                                      |
| Солонцов Петро Юхимович                  | Дніпропетровська область     | Амур-Нижнєдніпровська міська        | Військовий політпрацівник, начальник політичного управління Одеського військового округу, полковник                                     |                                                                      |
| Сосницька Пелагія Митрофанівна           | Дніпропетровська область     | Васильківська                       | Завідувач тваринницької ферми колгоспу імені Карла Маркса Покровського району                                                           |                                                                      |
| Сталін Йосип Віссаріонович               | Київ                         | Сталінська                          | Голова Ради Міністрів СРСР, генеральний секретар ЦК ВКП(б)                                                                              |                                                                      |
| Старигін Павло Іванович                  | Миколаївська область         | Новобузька                          | Міністр м'ясної і молочної промисловості УРСР                                                                                           |                                                                      |
| Старченко Василь Федорович               | Київська область             | Броварська                          | Заступник голови Ради Міністрів УРСР | 17 липня 1948 помер                                                  |
| Стасюк Людмила Миколаївна                | Житомирська область          | Житомирська міська                  | Директор Житомирської середньої жіночої школи № 7                                                                                       |                                                                      |
| Стоянцев Олексій Андрійович              | Одеська область              | Долинська                           | Заступник секретаря ЦК КП(б)У |                                                                      |
| Строкач Тимофій Амвросійович             | Вінницька область            | Могилів-Подільська                  | Міністр внутрішніх справ УРСР |                                                                      |
| Судейко Степан Володимирович             | Сталінська область           | Горлівська Калінінська              | Голова виконкому Горлівської міської ради                                                                                               |                                                                      |
| Сурков Микола Васильович                 | Дніпропетровська область     | Павлоградська                       | начальник Управління Міністерства державної безпеки УРСР по Дніпропетровській області                                                   |                                                                      |
| Сушко Микита Логвинович                  | Київська область             | Обухівська                          | Голова колгоспу імені Петровського Обухівського району                                                                                  |                                                                      |
| Сущик Домна Захарівна                    | Волинська область            | Любомльська                         | Завідувач свиноферми колгоспу імені Сталіна Любомльського району                                                                        |                                                                      |
| Табулевич Йосип Титович                  | Вінницька область            | Монастирищенська                    | Міністр комунального господарства УРСР                                                                                                  |                                                                      |
| Танасійчук Валерія Григорівна            | Чернівецька область          | Чернівецька Сталінська              | Начальник хімічного цеху Чернівецького металоштампувального заводу                                                                      |                                                                      |
| Тарасенко Іван Якович                    | Житомирська область          | Чуднівська                          | Заступник голови виконкому Житомирської обласної ради                                                                                   |                                                                      |
| Терещенко Степан Петрович                | Миколаївська область         | Баштанська                          | 2-й секретар Миколаївського обкому КП(б)У                                                                                               |                                                                      |
| Тичина Павло Григорович                  | Київська область             | Канівська                           | Міністр освіти УРСР, поет, академік АН УРСР                                                                                             |                                                                      |
| Ткачевський Федір Панасович              | Кам'янець-Подільська область | Староушицька                        | 1-й секретар Староушицького райкому КП(б)У                                                                                              |                                                                      |
| Топчій Костянтин Тимофійович             | Волинська область            | Луцька                              | Голова Верховного Суду УРСР |                                                                      |
| Тронько Петро Тимофійович                | Київська область             | Чорнобильська                       | 2-й секретар ЦК ЛКСМУ |                                                                      |
| Троскунов Лев Ізраїльович                | Кам'янець-Подільська область | Старокостянтинівська                | Відповідальний редактор газети «Правда Украины»                                                                                         |                                                                      |
| Трофімов Хома Леонтійович                | Дніпропетровська область     | Дніпропетровська Ленінська          | Горновий доменної печі Дніпропетровського металургійного заводу імені Петровського                                                      |                                                                      |
| Трубніков Володимир Матвійович           | Львівська область            | Радехівська                         | Начальник Управління Міністерства внутрішніх справ УРСР по Львівській області                                                           |                                                                      |
| Турелик Марія Олексіївна                 | Станіславська область        | Галицька                            | Селянка села Войнилів Войнилівського району                                                                                             |                                                                      |
| Туряниця Іван Іванович                   | Закарпатська область         | Хустівська                          | 1-й секретар Закарпатського обкому КП(б)У і голова виконкому Закарпатської обласної ради                                                |                                                                      |
| Тюленєв Володимир Йосипович              | Ізмаїльська область          | Тарутинська                         | 2-й секретар Ізмаїльського обкому КП(б)У                                                                                                |                                                                      |
| Удовиченко Надія Яківна                  | Сталінська область           | Макіївська Центрально-міська        | Науковий співробітник Макіївського науково-дослідного інституту з безпеки робіт в гірничій промисловості                                |                                                                      |
| Уласевич Віктор Якович                   | Дніпропетровська область     | Криворізька Дзержинська             | 1-й секретар Криворізького міськкому КП(б)У                                                                                             |                                                                      |
| Устенко Андрій Іванович                  | Кам'янець-Подільська область | Кам'янець-Подільська                | 1-й секретар Кам'янець-Подільського обкому КП(б)У                                                                                       |                                                                      |
| Фадєєв Василь Семенович                  | Ворошиловградська область    | Кадіївська Ільїчівська              | Начальник комбінату «Ворошиловградвугілля»                                                                                              |                                                                      |
| Фадєєв Сергій Максимович                 | Вінницька область            | Липовецька                          | Начальник Управління внутрішніх військ МВС Українського округу                                                                          |                                                                      |
| Фалендиш Йосип Дмитрович                 | Тернопільська область        | Тернопільська                       | Директор Тернопільської середньої школи № 3                                                                                             |                                                                      |
| Фастова Марія Луківна                    | Полтавська область           | Семенівська                         | Ланкова колгоспу імені Паризької Комуни Семенівського району                                                                            |                                                                      |
| Федоненко Борис Іванович                 | Полтавська область           | Кременчуцька міська                 | Машиніст депо станції Кременчук |                                                                      |
| Федоров Олексій Федорович                | Херсонська область           | Херсонська сільська                 | 1-й секретар Херсонського обкому КП(б)У                                                                                                 |                                                                      |
| Фігас Михайло Кирилович                  | Дрогобицька область          | Добромильська                       | Голова виконкому Добромильської районної ради                                                                                           |                                                                      |
| Філатов Володимир Петрович               | Одеська область              | Одеська Кагановичська               | Директор Українського експериментального інституту очних хворіб (місто Одеса), академік АН УРСР                                         |                                                                      |
| Фоменко Микола Михайлович                | Дніпропетровська область     | Дніпродзержинська Сталінська        | Директор Дніпровського металургійного заводу імені Дзержинського                                                                        |                                                                      |
| Харчевников Семен Андрійович             | Сталінська область           | Слов'янська                         | Машиніст-інструктор паровозного депо станції Слов'янськ                                                                                 |                                                                      |
| Харченко Раїса Василівна                 | Сталінська область           | Харцизька                           | Інженер із експлуатації Зуївської державної районної електричної станції (ДРЕС)                                                         |                                                                      |
| Хейло Дмитро Васильович                  | Полтавська область           | Лубенська                           | 1-й секретар Лубенського райкому КП(б)У                                                                                                 |                                                                      |
| Хомчик Ярина Карпівна                    | Волинська область            | Горохівська                         | Заступник голови виконкому Берестечківської районної ради                                                                               |                                                                      |
| Хренніков Анатолій Сергійович            | Сумська область              | Глухівська                          | Професор, заступник директора з наукової частини Глухівського Всесоюзного науково-дослідного інституту луб'яних рослин                  |                                                                      |
| Христиченко Зінаїда Карпівна             | Полтавська область           | Миргородська                        | Голова колгоспу імені Політвідділу Миргородського району                                                                                | 1949 померла                                                         |
| Хрущов Микита Сергійович                 | Київ                         | Жовтнева                            | Голова Ради Міністрів УРСР |                                                                      |
| Цельора Марія Никифорівна                | Кам'янець-Подільська область | Шепетівська                         | Ланкова колгоспу імені Обарчука Полонського району                                                                                      |                                                                      |
| Цуцин Василь Іванович                    | Сумська область              | Конотопська                         | 2-й секретар Сумського обкому КП(б)У |                                                                      |
| Чапаєв Олександр Васильович              | Львівська область            | Рава-Руська                         | Командир артилерійської бригади, полковник                                                                                              |                                                                      |
| Чеботарьов Федір Кузьмич                 | Київ                         | Молотовська                         | Голова виконкому Київської міської ради                                                                                                 |                                                                      |
| Черничко Варвара Іванівна                | Закарпатська область         | Ужгородська                         | Вчителька Ужгородської середньої школи № 2                                                                                              |                                                                      |
| Четирус Федір Степанович                 | Чернігівська область         | Бахмацька                           | 1-й секретар Бахмацького райкому КП(б)У                                                                                                 |                                                                      |
| Чижевська Марія Павлівна                 | Житомирська область          | Володарсько-Волинська               | Голова виконкому Коротищанської сільської ради Володарсько-Волинського району                                                           |                                                                      |
| Чумаченко Гаврило Олексійович            | Ровенська область            | Здолбунівська                       | Заступник секретаря ЦК КП(б)У по транспорту                                                                                             |                                                                      |
| Чураєв Віктор Михайлович                 | Харківська область           | Ізюмська                            | 1-й секретар Харківського обкому КП(б)У                                                                                                 |                                                                      |
| Чухрай Парасковія Федорівна              | Ровенська область            | Березнівська                        | Колгоспниця, ланкова колгоспу імені Сталіна Березнівського району                                                                       |                                                                      |
| Шакун Тимофій Демидович                  | Кіровоградська область       | Кам'янська                          | Директор Кам'янської МТС імені Сталіна Кам'янського району                                                                              |                                                                      |
| Шатохін Панас Захарович                  | Станіславська область        | Долинська                           | 1-й секретар Долинського райкому КП(б)У                                                                                                 |                                                                      |
| Шверник Микола Михайлович                | Львівська область            | Львівська Сталінська                | Голова Президії Верховної Ради СРСР |                                                                      |
| Швецова Ольга Петрівна                   | Херсонська область           | Нижньосірогозька                    | Директор Нижньоторгаївської неповної середньої школи Нижньосірогозького району                                                          |                                                                      |
| Шевченко Марко Пилипович                 | Київська область             | Уманська                            | Голова колгоспу імені Сталіна Бабанського району                                                                                        |                                                                      |
| Шелех Микола Родіонович                  | Вінницька область            | Хмельницька                         | Редактор Вінницької обласної газети «Вінницька правда»                                                                                  |                                                                      |
| Шепелєва Марія Федорівна                 | Харківська область           | Сахновщанська                       | Головний агроном Сахновщанського районного земельного відділу                                                                           |                                                                      |
| Шестовська Віра Степанівна               | Київська область             | Білоцерківська                      | Доярка радгоспу «Терезине» Білоцерківського району                                                                                      |                                                                      |
| Шинкарьов Олександр Федорович            | Вінницька область            | Ямпільська                          | Міністр промисловості будівельних матеріалів УРСР                                                                                       |                                                                      |
| Шишкін Яків Васильович                   | Вінницька область            | Брацлавська                         | Командир винищувальної авіаційної ескадрильї, майор                                                                                     |                                                                      |
| Шовкопляс Єлизавета Іванівна             | Полтавська область           | Лохвицька                           | 3-й секретар Полтавського обкому КП(б)У                                                                                                 |                                                                      |
| Шумилов Михайло Степанович               | Ровенська область            | Висоцька                            | Командувач 13-ї армії Прикарпатського військового округу, генерал-полковник                                                             |                                                                      |
| Шумилов Тит Іванович                     | особливий виборчий округ     |                                     | Військовий політпрацівник, полковник |                                                                      |
| Щербак Пилип Кузьмич                     | Станіславська область        | Тлумацька                           | Голова виконкому Станіславської обласної ради                                                                                           |                                                                      |
| Щукін Михайло Миколайович                | Харківська область           | Харківська Червонозаводська         | Головний конструктор Харківського заводу транспортного машинобудування                                                                  |                                                                      |
| Юра Гнат Петрович                        | Київська область             | Бородянська                         | Художній керівник, режисер Київського українського драматичного театру імені Івана Франка                                               |                                                                      |
| Яворський Іван Йосипович                 | Дрогобицька область          | Ходорівська                         | Заступник голови виконкому Дрогобицької обласної ради                                                                                   |                                                                      |
| Якименко Іван Родіонович                 | Кіровоградська область       | Олександрійська                     | Голова колгоспу «Червона громада» Олександрійського району                                                                              |                                                                      |
| Яковенко Олександр Михайлович            | Волинська область            | Киверцівська                        | Начальник Управління Міністерства внутрішніх справ УРСР по Волинській області                                                           |                                                                      |
| Ярмоленко Марія Федорівна                | Київ                         | Подільська                          | Майстер цеху Київської 4-ї взуттєвої фабрики                                                                                            |                                                                      |
| Яровий Василь Петрович                   | Тернопільська область        | Козівська                           | Голова виконкому Золотниківської районної ради                                                                                          |                                                                      |
| Свєнціцький Іларіон Семенович            | Львівська область            | Львівська-Червоноармійська          | Директор Львівського музею українського мистецтва, завідувач кафедри слов'янської філології Львівського державного університету         | 6 липня 1947 дообраний, 11 березня 1948 повноваження затверджені     |
| Царик Григорій Якович                    | Київ                         | Печерська                           | Токар Київського машинобудівного заводу                                                                                                 | 6 липня 1947 дообраний, 11 березня 1948 повноваження затверджені     |
| Горбачов Омелян Григорович               | Дніпропетровська область     | Дніпродзержинська сільська          | Голова Українського республіканського комітету профспілки робітників автомобільного транспорту                                          | 21 грудня 1947 дообраний, 11 березня 1948 повноваження затверджені   |
| Фіалковський Василь Андрійович           | Ровенська область            | Сарненська                          | 2-й секретар Ровенського обкому КП(б)У                                                                                                  | 6 червня 1948 дообраний, 12 травня 1949 повноваження затверджені     |
| Коваль Олексій Григорович                | Київська область             | Броварська                          | Заступник голови Ради Міністрів УРСР | 14 листопада 1948 дообраний, 12 травня 1949 повноваження затверджені |
| Коваль Борис Андронікович                | Львівська область            | Яворівська                          | 1-й секретар Львівського обкому КП(б)У                                                                                                  | 20 березня 1949 дообраний, 12 травня 1949 повноваження затверджені   |
| Шадрін Василь Автономович                | Сумська область              | Ямпільська                          | Голова виконкому Сумської обласної ради                                                                                                 | 20 березня 1949 дообраний, 12 травня 1949 повноваження затверджені   |